# Buronzo
Buronzo är en ort och kommun i provinsen Vercelli i regionen Piemonte, Italien. Kommunen hade 863 invånare (2018).